# Zvezda (rete televisiva russa)
Zvezda (in russo Звезда?) è un canale televisivo patriottico-militare pubblico di proprietà del Ministero della difesa della Federazione Russa. Dal 2013, l'amministratore delegato di Zvezda è Aleksej Pimanov, nella sua qualità di presidente della holding mediatica Krasnaya Zvezda.